# Lecane sola
Lecane sola är en hjuldjursart som beskrevs av Hauer 1936. Lecane sola ingår i släktet Lecane och familjen Lecanidae. Inga underarter finns listade i Catalogue of Life.